# Metacrangon spinidorsalis
Metacrangon spinidorsalis is een garnalensoort uit de familie van de Crangonidae. De wetenschappelijke naam van de soort is voor het eerst geldig gepubliceerd in 2010 door Komai & Taylor.